# 列星頓鎮區 (克拉克縣)
列星頓鎮區（英語：Lexington Township）為位在美國堪薩斯州克拉克縣的鎮區。2010年美国人口普查中該鎮區人口有78人。

## 地理
列星頓鎮區涵蓋面積232.4平方（89.7平方英里），境內無城鎮設立。

### 墓園
根據美國地質調查局的資料，此鎮區僅有1座墓園：
- 列星頓墓園（Lexington Cemetery）

### 溪流
通過此鎮區的溪流有：
- 卡特溪（Cat Creek）
- 菲什溪（Fish Creek）
- 格蘭傑溪（Granger Creek）
- 隆特里溪（Lone Tree Creek）

## 人口統計
根據2010年美國人口普查，列星頓鎮區人口有78人，人口密度為0.34人/平方公里。種族方面，67.95%為白人；0%為非裔美洲人；0%為美洲原住民；0%為亞洲人；0%為太平洋島民；21.79%為其他種族；另外有10.26%為兩個或以上的種族。而西班牙裔美國人或拉丁美洲人佔該鎮區人口的28.21%。

## 外部連結
- US-Counties.com
- City-Data.com （页面存档备份，存于）